# Hegedüs József (ügyvéd)
Hegedüs József, született: Bresslauer, névváltozatok: Breslauer, Breszlauer (Szarajevó, 1886. július 25. – 1948 és 1973 között) ügyvéd, székesfővárosi törvényhatósági bizottsági tag.

## Életútja
Bresslauer Miksa és Stern Fanni fiaként született. 1905-ben Bresslauer családi nevét Hegedűsre változtatta. Középiskoláit Zomborban, egyetemi tanulmányait Budapesten végezte és 1912-ben ügyvédi oklevelet nyert. 
Az első világháború kitörésekor önként bevonult és a háború egész tartama alatt az orosz és olasz fronton katonai szolgálatot teljesített, tűzharcos volt, és mint honvédhuszárfőhadnagy, az általános leszereléskor szerelt le. Háborús kitüntetései: nagyezüst vitézségi érem, a Károly-csapatkereszt és sebesülési érem. 
Az első világháború után Budapesten nyitott ügyvédi irodát, ahol általános ügyvédi gyakorlatot folytatott. Számos közgazdasági, pénzügyi és jogi vonatkozású cikket irt, melyek különböző szak- és napilapokban jelentek meg. 
1918. március 3-án Budapesten házasságot kötött Laki Melániával (Budapest, 1894. július 27. – Budapest, 1973. augusztus 11.), Laki Bertold és Weisz Flóra lányával.
1920-tól a székesfővárosi törvényhatósági bizottság tagja, a Lipótvárosi Demokrata Kör ügyvezető elnöke, a főváros katona- és jogügyi, közgazdasági, kikötőügyi bizottságának és az V/B. adófelszólamlási bizottságnak, valamint számos politikai, kari és társadalmi egyesületnek vezető és rendes tagja volt.

## Művei
- Az új vagyonadó. 1936:20. t. c. 1/2 kiad. Budapest. (nyomt. Győr), 1938. (Fejér Endrével)
- Gyakori útmutató a ...jövedelem- és vagyonadó 1939. évi kivetése tb. kiadott körrendeletéhez. Budapest. (nyomt. Győr), 1939. (Fejér Endrével)
- Közadók kezelésének jogszabályai. Pécs, 1940. (Fejér Endrével)
- Az új egyenesadó reformja. Budapest. (nyomt. Pécs), 1940. (Klug Emillel)
- Az italmérési jövedék jogszabályai. Hernádi Könyvkiadóvállalat, Budapest, 1947. (Kovács Lajossal és Iványi Jánossal. Antos István előszavával.)
- Jövedéki büntetőszabályok és a jövedéki büntető perrendtartás. Budapest, 1948.